# Geroldo de Anglachgau
Geroldo de Anglachgau, también llamado Geroldo de Vintzgau (730-799), fue un marqués alemán de Awarenmark (región administrativa formada por Carlomagno, en la actual Austria oriental) y prefecto de Baviera.
El conde murió en 799 junto a su hijo Erich de Friul combatiendo contra los ávaros. Geroldo se casó en 757 con Irma (Imma). Un año más tarde nació su hija Hildegarda, quien en 771 se convertiría en la esposa de Carlomagno.
Geroldo tuvo un papel importante en la incorporación de Baviera al Imperio carolingio y en las batallas contra el último duque bávaro Tasilón III. Después de la caída de Tassilo en 788, Geroldo fue nombrado prefecto de Baviera. 
En el monasterio de Lorsch (Patrimonio de la Humanidad según la Unesco, ubicado al sur del actual estado de Hesse), están registradas cuantiosas donaciones realizadas por Geroldo e Irma en el año 784.
- Datos: Q671572